# 蓬特里约
蓬特里约（法語：Pontrieux，法語發音：[pɔ̃tʁijø]）是法国阿摩尔滨海省的一个市镇，位于该省西北部，属于甘冈区和甘冈城市圈。

## 地名
该地名“Pontrieux”的法语含义为“特里約河上的桥”，其中即“桥”之意。
“Pontrieux”发音为[pɔ̃tʁijø]，字母“t”发音，《世界地名翻译大辞典》与《世界地名译名词典》将其误译作“蓬里约”。

## 历史
在阿摩尔滨海省建立初期，蓬特里约曾为一个专区（District）。

## 地理
蓬特里约（48°41'54"N, 3°9'34"W）面积1.02 平方千米，位于法国布列塔尼大區阿摩尔滨海省，该省份为法国西北部沿海省份，位于布列塔尼半岛北部，北濒大西洋英吉利海峡，西接菲尼斯泰尔省，南至莫尔比昂省，东临伊勒-维莱讷省。
与蓬特里约接壤的市镇（或旧市镇、城区）包括：普洛埃扎勒、普卢埃克迪特里约、康佩尔盖泽内克、圣克莱特。
蓬特里约的时区为UTC+01:00、UTC+02:00（夏令时）。

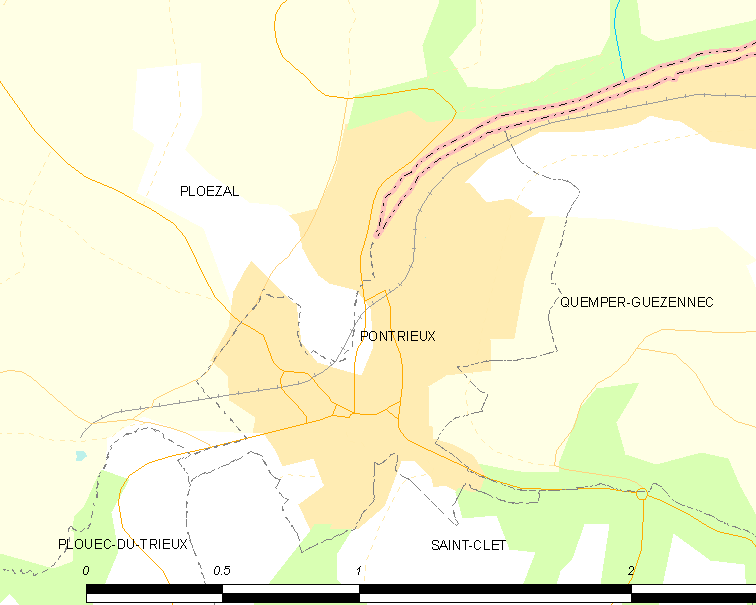
蓬特里约的OSM定位图

## 行政
蓬特里约的邮政编码为22260，INSEE市镇编码为22250。

## 政治
蓬特里约所属的省级选区为贝加尔县。

## 交通
蓬特里约是甘冈前往潘波勒通道上最大的城市。甘冈－潘波勒铁路经过此地并设有两个车站。

## 人口

1962-2008年间蓬特里约人口变化图示

蓬特里约于2022年1月1日时的人口数量为1004人。